# ドン (参議院)
ドン（イタリア語:Don）とは、日本の参議院における用語で、派閥・グループを超えて党内の参議院議員を束ね、政界に影響を及ぼす与党の重鎮議員に付けられる俗称である。特定の役職と結びついたものではない。ここでは、参議院で圧倒的な権力を持った参議院議員について記述する。なお、「ドン」はスペイン語・イタリア語で「首領」などの意。

## 概要
参議院（以下、参院）においては内閣総理大臣（首相）の解散権が及ばないため、首相の参院議員に対する影響力は相対的に弱い。そのため首相は、参院の実力者との関係を重視するようになった。代表的な例として、岸信介と松野鶴平、佐藤栄作と重宗雄三、小泉純一郎と青木幹雄、安倍晋三と吉田博美などが挙げられる。なお、自由民主党（以下、自民党）の参議院議員団（以下、参院自民党）において組織図上のトップは参議院議員会長（以下、参院会長）であるが、しばしば別の人物が実権を握っていた。
参院のドンは閣僚・党執行部の参議院枠に議員を推薦し、首相・党首もしばしばその意向を尊重してきた。特に有力なドンが存在する場合は、より多くの参議院枠を獲得する傾向にある。また、ドンが政府や執行部の意向とは異なる独自の駆け引きをして、野党側に配慮を見せることもある。歴代のドンたちは参院の影響力を強めるよう働きかけており、参院が衆議院の「カーボンコピー」化することを防ごうとしてきた。一方でドンが不在であると参院全体の影響力も低下する。

## 歴史

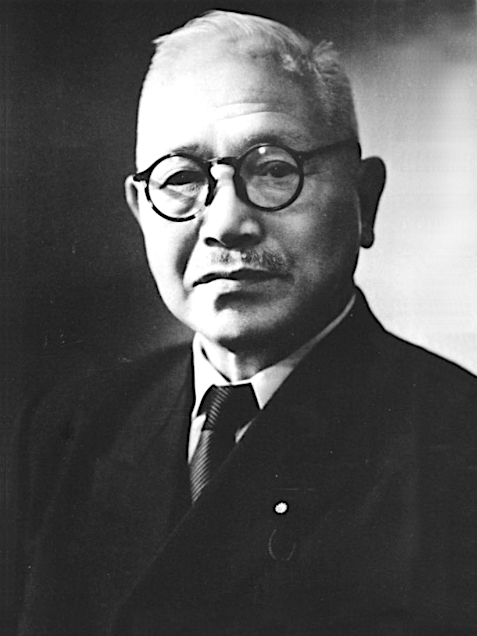
松野鶴平

1956年、自民党は参院での過半数を獲得する。これにより首相（自由民主党総裁）は法案成立のために野党の支持を得る必要が無くなった。一方で参院には首相の解散権が及ばないため、党議拘束で参院議員を制御するのは比較的難しかった。参院自民党の組織上のトップは参院会長であるが、1970年代までは参院議長が隠然たる影響力を保っていたため、首相も参院議長との関係を重視していた。
1956年、松野鶴平が参院議長に就任。政党（結党間もない自民党）出身者としては初となる議長であった（それまでは緑風会出身者が議長に就任していた）。1956年12月自由民主党総裁選挙において、石橋湛山を支持して、石橋陣営と石井光次郎陣営の連携に貢献したとみられており、それが石橋内閣の成立に繋がった。人事権の行使において参院会長を圧倒し、石橋や岸信介の閣僚人事にも大きな影響を与えた。1960年自由民主党総裁選挙で池田勇人が勝利すると影響力が弱まり、池田は閣僚人事の参院枠について参院会長重宗雄三の意向を尊重するようになる。これに対して松野は議長の辞任を仄めかして政治的暴力行為防止法案の成立を妨害した（松野クーデター）。

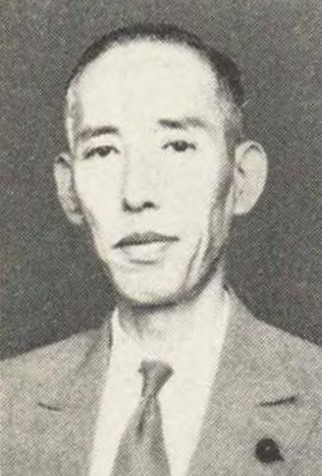
重宗雄三

1962年、松野に代わり、重宗雄三が議長に就任する。重宗は参院議員で構成される派閥、清新クラブを基盤に影響力を拡大させていった。議長就任時にはみずほクラブ・懇話会などの対立派閥があり、十分に参院自民党内を掌握しているわけではなかった。しかし、同じ山口県出身の佐藤栄作が首相になると参院会長から閣僚推薦権を奪い、佐藤の政策実現に協力した。1968年末までにみずほクラブ・懇話会は解散し、重宗を支える清新クラブは清風クラブへと発展。重宗の権勢はゆるぎないものとなった。
しかし、反重宗派の河野謙三が参院自民党の一部と野党の支持を受けて参院議長選に立候補。四選を目指していた重宗は立候補を取りやめ、木内四郎を擁立するものの河野に敗れた。これにより重宗の影響力は一気に低下し、参院自民党議員は田中派や福田派などに組み込まれ、清風クラブのような参院議員独自の派閥は消滅した。
河野以降参院議長が党籍を離脱するようになり、参院議長とその出身政党の結びつきは弱まった。また、1977年からは議長の影響力を弱めるために、その任期が1期3年に限定されるようになった。1988年9月、藤田正明が任期途中で議長を辞任すると斎藤十朗ら参院自民党幹部は土屋義彦を新たな議長に擁立する。土屋は1989年の参院選後、議長に再任されるが、議長の任期を3年に限る慣例に従い1991年10月に辞任する。斎藤らは後継の議長に参院会長であった長田裕二を擁立するが、長田の任期は土屋の残りの任期であるわずか9か月間であった。このように参院自民党幹部が議長の人選を決めることで、力を持つ議長の出現が阻まれ、首相は各派閥を通じて法案の支持を取り付けるようになった。

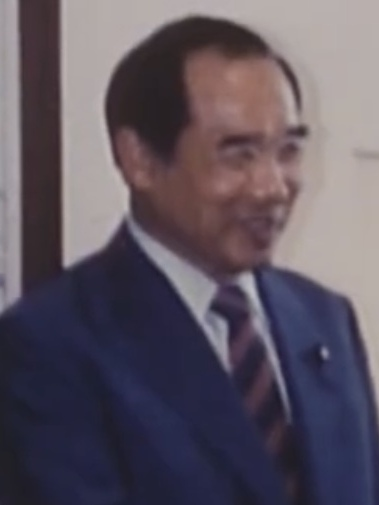
村上正邦

1989年参院選により自民党が参院過半数割れに至り、参院が政局全体を動かすことになった。また、竹下派が小渕派と羽田派に分裂し、小渕派に参院議員の多数が所属した。参院議員の比重が高い小渕派が自民党内で影響力を増したことで、参院議員の影響力が強まることとなる。こうした背景のもと、1995年に村上正邦が自民党参院議員幹事長（参院幹事長）に就任し、急速に影響力を増していく。村上は1998年に旧渡辺派会長に就任し、史上初となる参院議員の派閥会長となる。1999年には参院会長に就任する。

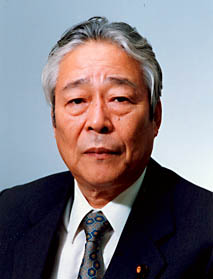
青木幹雄

村上と相前後して青木幹雄も影響力を増大させていった。1998年、村上の後任として参院幹事長に就任。自自公連立政権において自由党・公明党とのパイプ役を務める。1999年には参院議員としては森山真弓以来となる官房長官に就任。小渕内閣末期には、首相臨時代理を務めた。村上と青木は2000年には五人組の一人として森内閣成立を主導した。関係としては村上が青木を抜擢し、青木は仲介役・ブレーキ役として村上を支え、いずれも「ドン」と呼ばれた。ただし二人は仲が良いのではなく「戦略的互恵関係」にあるとみられていた。村上はKSD事件で失脚してしまうが、青木はその後首相になった小泉純一郎を支え、小泉に頼られることで参院自民党内で求心力を高めた。

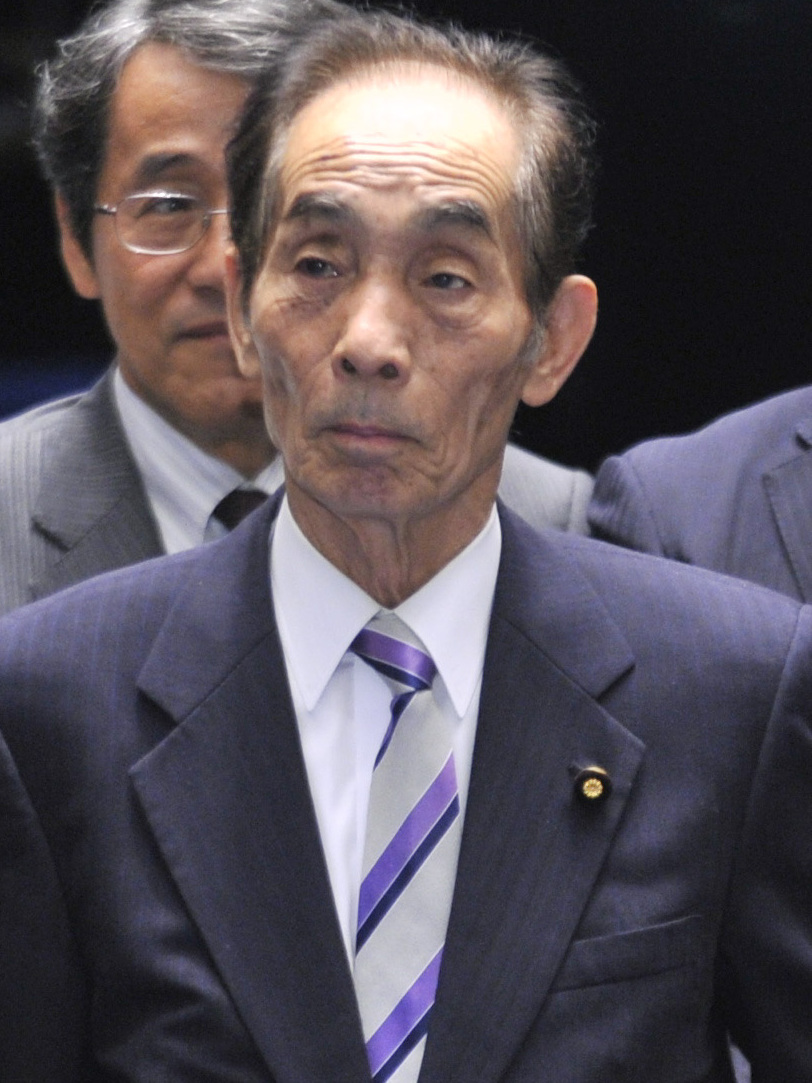
輿石東

2007年参院選で野党・民主党が過半数を占める「ねじれ国会」となると、民主党参議院議員会長であった輿石東が注目されるようになる。輿石は民主党の実力者・小沢一郎と連携する一方で、野田佳彦のような反小沢の政治家のもとで幹事長を兼任し、「ドン」と呼ばれた。

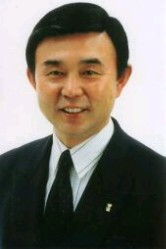
吉田博美

第2次安倍内閣以降参院自民党の影響力は低迷していたが、2016年に吉田博美が参院幹事長に就任すると、「軽量級」を自称する参院会長橋本聖子に代わり事実上のトップとなった。吉田は安倍晋三と連携して多くの参院議員を内閣に送り込む一方、様々な駆け引きで野党対応に当たり、参院の影響力を高めることに成功した。また、自身の所属する額賀派の参院議員をまとめ上げ、額賀福志郎を会長の座から引きずり下ろし、竹下亘を新たな会長に就任させた。吉田が「ドン」と呼ばれた時期には与党が参院で過半数を占めており、参院幹部が野党と駆け引きして影響力を誇示する場面は比較的少なかった。その中で吉田は120人以上の自民党参院議員をまとめあげることで、安倍から頼りにされていた。しかし、吉田は2019年に政界を引退。同年に死去した。
吉田の引退・死去後には参院幹事長となった世耕弘成と「影の国対委員長」と呼ばれた石井準一がドンの座を争っているとみなされた。しかし、世耕は政治資金パーティー収入の裏金問題で失脚し、世耕に代わり参院幹事長になった松山政司や参院国対委員長に就任した石井の影響力が強まった。

## 一覧
ドン
- 松野鶴平 - 参院議長（1956年 - 1962年）[8][13]
- 重宗雄三 - 参院議長（1962年 - 1971年）[13][16]
- 玉置和郎[29]
- 村上正邦 - 自民党参院幹事長（1995年 - 1998年）、自民党参院会長（1999年 - 2001年）[1][20]
- 青木幹雄 - 自民党参院幹事長（1998年 - 1999年、2000年 - 2004年）、自民党参院会長（2004年 - 2007年）[1][21]
- 輿石東 - 民主党参院会長（2006年 - 2013年）[1]
- 吉田博美 - 自民党参院幹事長（2016年 - 2019年）[26]
- 石井準一 - 自民党参議院国対委員長（2025年 - ）

ドンに準じた存在
- 斎藤十朗[注釈 2] - 自民党参院会長（1992年 - 1995年）、参議院議長（1995年 - 2000年）[30]

## 地方議会
全国の地方議会にも「ドン」と呼ばれる政治家が存在する。太字は現職。
- 内田茂（東京都議会議員、7期） - 都議会のドン[31]。2016年までの十数年間にわたって、都庁幹部が内田に重要な条例や新規案件を事前に報告するなど、内田を中心に東京都政が回ってきたとされている[32]。
- 山﨑孝明（江東区長、4期） - 区長のドン[33]。都議会のドンと畏怖された内田茂とも密接な関係にあったと言われており、大きな公共事業に深く介入していたのではないかと様々な噂が上がっていた[33]。
- 山口武平（茨城県議会議員、14期） - 茨城のドン[34]
- 水野富夫（愛知県議会議員、11期） - 愛知のドン[35][36]。大村秀章の後ろ盾で、事務所には毎朝役人や議員の列ができる[37]。
- 猫田孝（岐阜県議会議員、14期） - 岐阜のドン[38]。自民党県連幹事長を12年間勤め、2018年には県連会長代行に就任した[39]。
- 星野伊佐夫（新潟県議会議員、12期） - 新潟のドン[40][41]。自民党本部から「新潟に星野あり」と言われる[42]。
- 藏内勇夫 (福岡県議会議員、10期)   - 福岡のドン[43][44]   自民党福岡県議団会長、自民党福岡県連会長を歴任し日本獣医師会長も務めてることから中央政界とのパイプが太い。麻生太郎自民党最高顧問にも近いと言われる[45]。
- 小原嘉登次 (佐賀県議会議員、11期)   - 佐賀のドン。佐賀県議会議長を26年務めた。